# Tigislehe
Tigislehe war die Bezeichnung für einen Grenzpunkt im Gebiet der späteren Altstadt von Hannover, mutmaßlich im Bereich der Aegidienkirche. Der Name Tigislehe wurde urkundlich erstmals in einer vor das Jahr 1007 zu datierenden Beschreibung der Grenze der Diözese Hildesheim erwähnt: „ille vero fluvius Leine in locum qui dicitur Tigislehe“. In einer weiteren Grenzbeschreibung aus dem Jahr 1013 wurde offenbar derselbe Grenzpunkt Tigiflege genannt, eventuell ein Abschreibfehler. Die lange verbreitete Bezeichnung Tigislege war vermutlich ein Lesefehler.
Während ältere Forschungen Tigislehe zunächst als Hinweis für eine Ortschaft verstanden und damit zugleich für einen der frühen Siedlungs-Kerne der heutigen Landeshauptstadt, wurde in der jüngeren Forschung aufgrund der bei archäologischen Ausgrabungen bis 2009 nur in geringer Anzahl vorgefundenen Artefakte davon ausgegangen, dass es sich möglicherweise nur um einen Flurnamen, eventuell auch eine Gerichtsstätte gehandelt haben könnte. Dafür spricht die sprachliche Herleitung der Bezeichnung, die sich aus dem Bestimmungswort Tie und dem Grundwort -lage zusammensetzt. Bis ins 19. Jahrhundert hatte es – ausgehend von einer Edition der Hildesheimer Urkunden durch Gottfried Wilhelm Leibniz – viele weitere etymologische Deutungsversuche gegeben, von niederdeutsch tegelie (Ziegelei) bis hin zu „Marsch des Tiu“ entsprechend dem lateinischen Campus Martius, was Heinrich Ludolf Ahrens vertreten hatte.